# 56.ª edición de los Premios Óscar
La 56.ª edición de los Óscar premió a las mejores películas de 1983. Organizada por la Academia de Artes y Ciencias Cinematográficas, tuvo lugar en el Dorothy Chandler Pavilion de Los Ángeles el 9 de abril de 1984. La ceremonia fue presentada por Johnny Carson.
La fuerza del cariño ganó cinco estauíllas, incluyendo la de Mejor película. Otras premiadas fueron Fanny y Alexander y Elegidos para la gloria con cuatro, Gracias y favores con dos, entre otros.

## Candidaturas

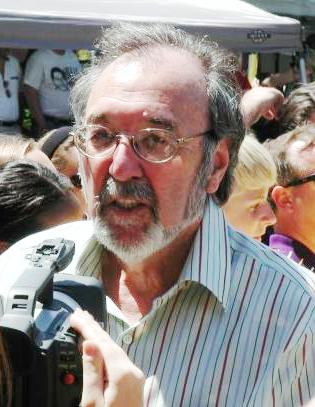
James L. Brooks se hizo acreedor de tres Premios Óscar por su trabajo como guionista, productor y director de Terms of Endearment.

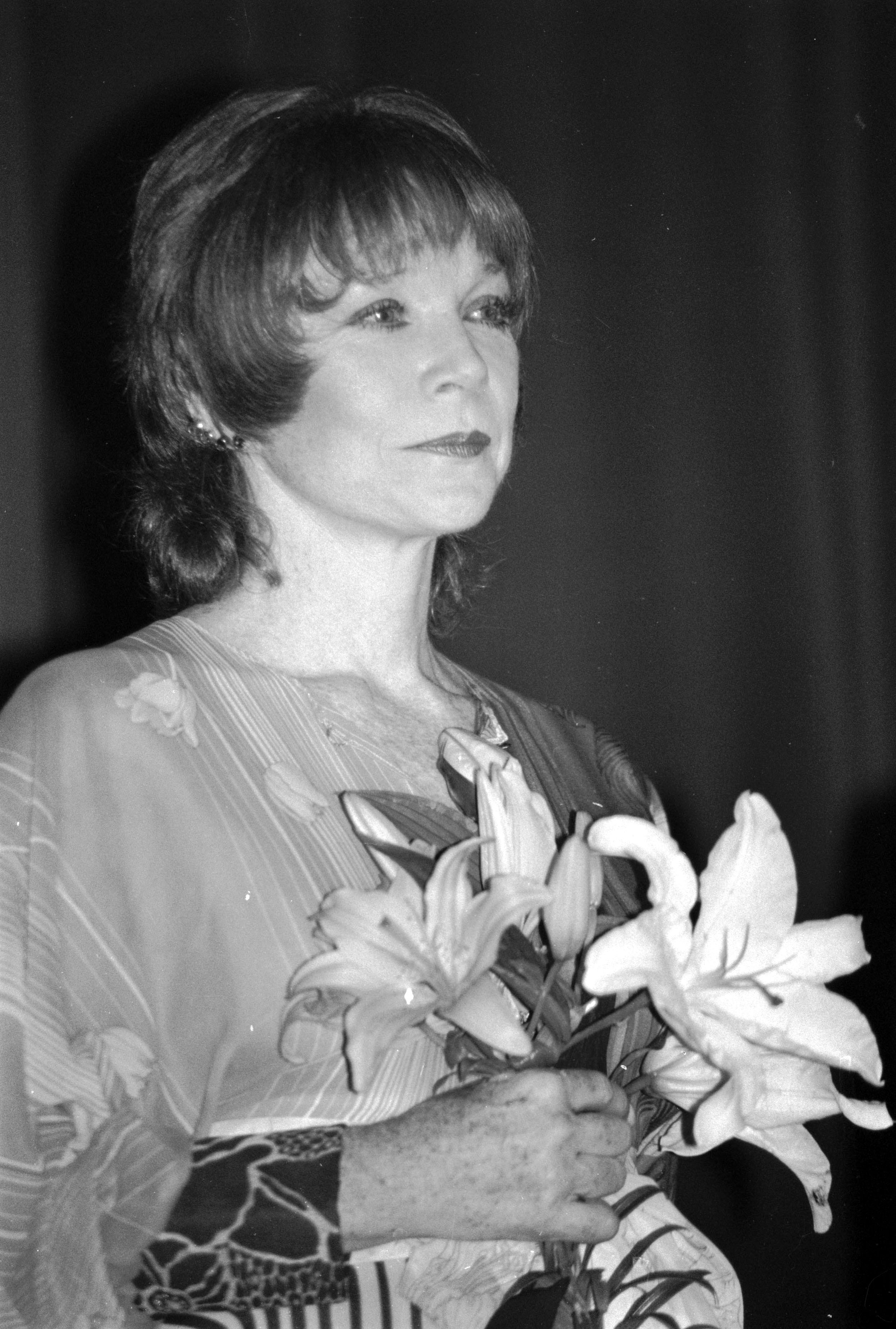
Shirley MacLaine ganó su único Óscar como mejor actriz por Terms of Endearment.

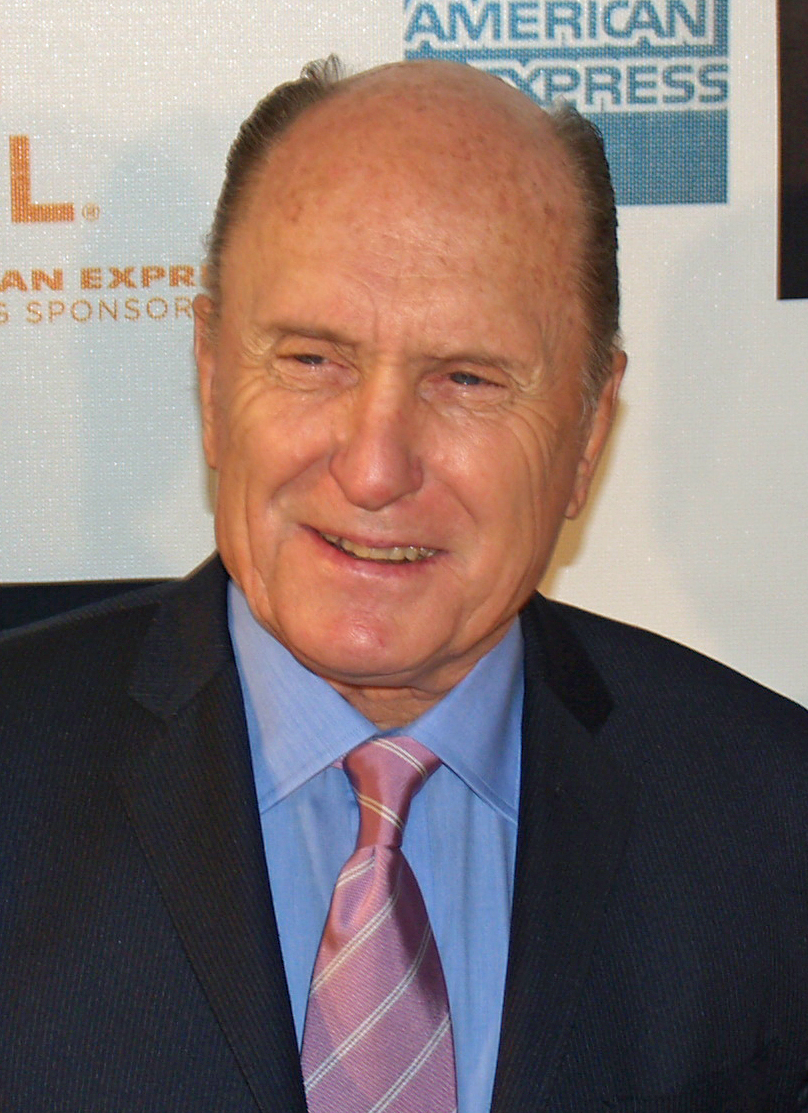
Robert Duvall ganó su único Óscar como mejor actor por Tender Mercies.

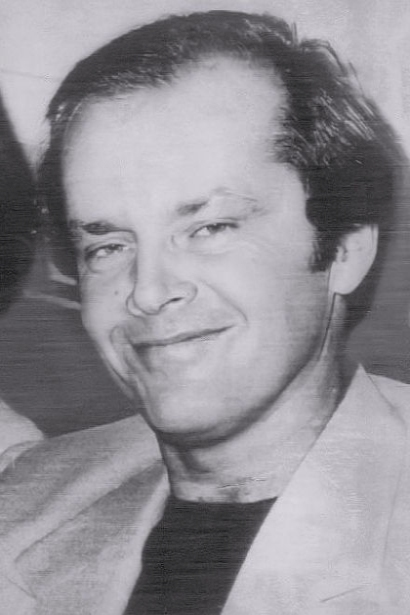
Jack Nicholson ganó su segundo Óscar, esta vez como mejor actor de reparto, por su actuación en Terms of Endearment.

Indica el ganador dentro de cada categoría. se indican los presentadores.
| Mejor película Presentado por: Frank Capra | Mejor director Presentado por: Richard Attenborough |
| Terms of Endearment (La fuerza del cariño) —James L. Brooks productor | James L. Brooks — Terms of Endearment (La fuerza del cariño) |
| --- | --- |
| - The Big Chill (Reencuentro) —Michael Shamberg productor - The Dresser (La sombra del actor) —Peter Yates productor - The Right Stuff (Elegidos para la gloria) —Robert Chartoff y Irwin Winkler productores - Tender Mercies (Gracias y favores) —Philip S. Hobel productor | - Peter Yates — The Dresser (La sombra del actor) - Ingmar Bergman — Fanny och Alexander (Fanny y Alexander) - Mike Nichols — Silkwood - Bruce Beresford — Tender Mercies (Gracias y favores) |
| Mejor actor Presentado por: Dolly Parton y Sylvester Stallone | Mejor actriz Presentado por: Rock Hudson y Liza Minnelli |
| Robert Duvall — Tender Mercies (Gracias y favores) como Mac Sledge. | Shirley MacLaine — Terms of Endearment (La fuerza del cariño) como Aurora Greenway. |
| - Michael Caine — Educating Rita (Educando a Rita) como Frank Bryant - Tom Conti — Reuben, Reuben como Gowan McGland - Tom Courtenay — The Dresser (La sombra del actor) como Norman - Albert Finney — The Dresser (La sombra del actor) como Sir | - Jane Alexander — Testament (Testamento final) como Carol Wetherly - Meryl Streep — Silkwood como Karen Silkwood - Julie Walters — Educating Rita (Educando a Rita) como Rita - Debra Winger — Terms of Endearment (La fuerza del cariño) como Emma Greenway Horton |
| Mejor actor de reparto Presentado por: Timothy Hutton y Mary Tyler Moore | Mejor actriz de reparto Presentado por: Dyan Cannon y Gene Hackman |
| Jack Nicholson — Terms of Endearment (La fuerza del cariño) como Garrett Breedlove | Linda Hunt — The Year of Living Dangerously (El año que vivimos peligrosamente) como Billy Kwan |
| - Charles Durning — To Be or Not to Be (Soy o no soy) como Coronel Erhardt - John Lithgow — Terms of Endearment (La fuerza del cariño) como Sam Burns - Sam Shepard — The Right Stuff (Elegidos para la gloria) como Chuck Yeager - Rip Torn — Cross Creek (Los mejores años de mi vida) Marsh como Turner | - Cher — Silkwood como Dolly Pelliker - Glenn Close — The Big Chill (Reencuentro) como Sarah Cooper - Amy Irving — Yentl como Hadass - Alfre Woodard — Cross Creek (Los mejores años de mi vida) como Geechee |
| Mejor guion escrito directamente para la pantalla Presentado por: Mel Gibson y Sissy Spacek | Mejor guion basado en material de otro medio Presentado por: Mel Gibson y Sissy Spacek |
| Tender Mercies (Gracias y favores) — Horton Foote | Terms of Endearment (La fuerza del cariño) — James L. Brooks basado en el libro homónimo de Larry McMurtry |
| - The Big Chill (Reencuentro) — Lawrence Kasdan y Barbara Benedek - Fanny och Alexander (Fanny y Alexander) — Ingmar Bergman - Silkwood — Nora Ephron y Alice Arlen - WarGames (Juegos de guerra) — Lawrence Lasker y Walter F. Parkes | - Betrayal (El riesgo de la traición) — Harold Pinter basado en su propia obra teatral homónima - The Dresser (La sombra del actor) — Ronald Harwood basado en su propia obra teatral homónima - Educating Rita (Educando a Rita) — Willy Russell basado en su propia obra teatral homónima - Reuben, Reuben — Julius J. Epstein basado en la obra Spofford de Herman Shumlin |
| Mejor documental largo Presentado por: Holly Palance y Jack Palance | Mejor documental corto Presentado por: Holly Palance y Jack Palance |
| He makes me feel like dancin – Emile Ardolino | Flamenco at 5:15 – Cynthia Scott y Adam Symansky |
| - Children of darkness – Richard Kotuk y Ara Chekmayan - First contact – Bob Connolly y Robin Anderson - The profession of arms – Michael Bryans y Tina Viljoen - Seeing red – James Klein y Julia Reichert | - In the nuclear shadow: What can the children tell us? – Vivienne Verdon-Roe y Eric Thiermann - Sewing woman – Arthur Dong - Spaces: The architecture of Paul Rudolph – Robert Eisenhardt - You are free (Ihr zent frei) – Dea Brokman y Ilene Landis |
| Mejor cortometraje Presentado por: Jane Alexander y Michael Caine | Mejor cortometraje animado Presentado por: Jane Alexander y Michael Caine |
| Boys and girls – Janice L. Platt | Sundae in New York – Jimmy Picker |
| - Goodie-two-shoes – Ian Emes - Overnight sensation – Jon N. Bloom | - Mickey's christmas carol – Burny Mattinson - Sound of sunshine - Sound of rain – Eda Godel Hallinan |
| Mejor película de habla no inglesa Presentado por: John Gavin y Jack Valenti | Mejor montaje Presentado por: Robert Wise |
| Fanny och Alexander (Fanny y Alexander) - Ingmar Bergman (Suecia) | The Right Stuff (Elegidos para la gloria) — Glenn Farr, Lisa Fruchtman, Stephen A. Rotter, Douglas Stewart y Tom Rolf |
| - Carmen (España) - Carlos Saura - Entre Nous (Entre nosotras) (Francia) - Diane Kurys - Jób lázadása (Hungría) - Imre Gyöngyössy y Barna Kabay - Le Bal (La sala de baile) (Argelia) - Ettore Scola | - Blue Thunder (El trueno azul) — Frank Morriss y Edward Abroms - Flashdance — Bud Smith y Walt Mulconery - Silkwood — Sam O'Steen - Terms of Endearment (La fuerza del cariño) — Richard Marks |
| Mejor banda sonora (partitura original) Presentado por: Ray Bolger y Gene Kelly | Mejor banda sonora (partitura adaptada) Presentado por: Neil Diamon |
| The Right Stuff (Elegidos para la gloria) - Bill Conti | Yentl - Michel Legrand, Alan y Marilyn Bergman |
| - Cross Creek (Los mejores años de mi vida) – Leonard Rosenman - Star Wars: Episode VI - Return of the Jedi (El retorno del Jedi) – John Williams - Terms of Endearment (La fuerza del cariño) – Michael Gore - Under Fire (Bajo el fuego) – Jerry Goldsmith | - The Sting II (El golpe 2) – Lalo Schifrin - Trading Places (Entre pillos anda el juego) – Elmer Bernstein |
| Mejor sonido Presentado por: Christie Brinkley y Michael Keaton | Mejor edición de sonido Presentado por: Kevin Bacon y Daryl Hannah |
| The Right Stuff (Elegidos para la gloria) — ̟Mark Berger, Tom Scott, Randy Thom y David MacMillan | The Right Stuff (Elegidos para la gloria) — ̟Jay Boekelheide |
| - Never Cry Wolf (Los lobos no lloran) – Alan Splet, Todd Boekelheide, Randy Thom y David Parker - Star Wars: Episode VI - Return of the Jedi (El retorno del Jedi) – Ben Burtt, Gary Summers, Randy Thom y Tony Dawe - Terms of Endearment (La fuerza del cariño) – Donald O. Mitchell, Rick Kline, Kevin O'Connell y James R. Alexander - WarGames (Juegos de guerra) – Michael J. Kohut, Carlos Delarios, Aaron Rochin y Willie D. Burton | - Star Wars: Episode VI - Return of the Jedi (El retorno del Jedi) — Ben Burtt |
| Mejor canción original Presentado por: Jennifer Beals y Matthew Broderick | Mejor diseño de vestuario Presentado por: Tommy Tune y Twiggy |
| «Flashdance... What a Feeling» — Flashdance Giorgio Moroder, Keith Forsey e Irene Cara | Fanny och Alexander (Fanny y Alexander) — Marik Vos |
| - «Maniac» — Flashdance; Música y letra de Michael Sembello y Dennis Matkosky. - «Over you» — Tender Mercies (Gracias y favores); Música y letra de Austin Roberts y Bobby Hart. - «Papa, can you hear me?» — Yentl; Música de Michel Legrand; Letra de Alan y Marilyn Bergman. - «The way he makes me feel» — Yentl; Música de Michel Legrand; Letra de Alan y Marilyn Bergman. | - Cross Creek (Los mejores años de mi vida) — Joe I. Tompkins - Heart like a wheel (Krigen) — William Ware Theiss - El regreso de Martin Guerre — Anne-Marie Marchand - Zelig — Santo Loquasto |
| Mejor dirección de arte Presentado por: Ricardo Montalban y Jane Powell | Mejor fotografía Presentado por: Anthony Franciosa y Joanna Pacula |
| Fanny och Alexander (Fanny y Alexander) — Dirección artística y decorados: Anna Asp | Fanny och Alexander (Fanny y Alexander) — Sven Nykvist |
| - Star Wars: Episode VI - Return of the Jedi (El retorno del Jedi) — Dirección artística: Norman Reynolds, Fred Hole y James L. Schoppe; Diseño de decorados: Michael Ford - The Right Stuff (Elegidos para la gloria) — Dirección artística: Geoffrey Kirkland, Richard Lawrence, W. Stewart Campbell y Peter R. Romero; Diseño de decorados: Jim Poynter y George R. Nelson - Terms of Endearment (La fuerza del cariño) — Dirección artística: Polly Platt y Harold Michelson; Diseño de decorados: Tom Pedigo and Anthony Mondello - Yentl — Dirección artística: Roy Walker and Leslie Tomkins; Diseño de decorados: Tessa Davies | - Flashdance — Don Peterman - The Right Stuff (Elegidos para la gloria) — Caleb Deschanel - WarGames (Juegos de guerra) — William A. Fraker - Zelig — Gordon Willis |

## Óscar especial
- Richard Edlund, Dennis Muren, Ken Ralston y Phil Tippett por los efectos especiales en Star Wars: Episode VI - Return of the Jedi (El retorno del Jedi).[3]

## Óscar Honorífico
- Hal Roach[4]

### Premio Humanitario Jean Hersholt
- M. J. Frankovich[5]

## Premios y nominaciones múltiples
| Película                                                         | Nominaciones | Premios |
| ---------------------------------------------------------------- | ------------ | ------- |
| Terms of Endearment (La fuerza del cariño)                       | 11           | 5       |
| The Right Stuff (Elegidos para la gloria)                        | 8            | 4       |
| Fanny och Alexander (Fanny y Alexander)                          | 6            | 4       |
| Tender Mercies (Gracias y favores)                               | 5            | 2       |
| Yentl                                                            | 5            | 1       |
| Flashdance                                                       | 4            | 1       |
| Silkwood                                                         | 5            | 0       |
| The Dresser (La sombra del actor)                                | 5            | 0       |
| Cross Creek (Los mejores años de mi vida)                        | 4            | 0       |
| Star Wars: Episode VI - Return of the Jedi (El retorno del Jedi) | 4            | 0       |
| Educating Rita (Educando a Rita)                                 | 3            | 0       |
| WarGames (Juegos de guerra)                                      | 3            | 0       |
| The Big Chill (Reencuentro)                                      | 3            | 0       |
| Reuben, Reuben                                                   | 2            | 0       |
| Zelig                                                            | 2            | 0       |